# Malé Poříčí
Malé Poříčí (německy  Klein Poritsch) je vesnice, část okresního města Náchod. Nachází se asi 3 km na severovýchod od Náchoda, na pravém břehu řeky Metuje. Sídlem probíhají železniční trať 026 a silnice II/303. V roce 2009 zde bylo evidováno 94 adres. V roce 2001 zde trvale žilo 299 obyvatel.
Malé Poříčí je také název katastrálního území o rozloze 2,03 km².

## Historie
Pravděpodobně na přelomu 19. a 20. se součástí obce stala i místní sokolovna jenž stojí dodnes (2017). Pro žádné hromadné akce se však již bohužel neužívá. Období nezájmu za komunistického režimu a s tím související absence údržby způsobily zchátrání budovy sokolovny do dnešního stavu. Již několik let budovu vlastní jeden z místních obyvatel a snaží se ji opravovat, udržet alespoň v akceptovatelném technickém stavu. Bohužel budovu neustále ze tří stran ohrožuje zde protékající řeka Metuje.
Dne 25.07.1875 byla slavnostně otevřena Trať 026 z Týniště nad Orlicí do Otovic u Broumova, přesněji úsek z Václavic do Teplic nad Metují, a od následujícího dne byla na trati zavedena osobní i nákladní doprava, kdy ta osobní byla v obci obsluhována zastávkou Náchod-Malé Poříčí.
Patrně ještě v 19. století byla v obci vystavěna i zdejší obecní škola pro první stupeň ZŠ. Budova je v dobrém stavu, po nutných opravách střechy, sloužila místní polygrafické výrobě, poté přebudována na bytový dům.
Po první světové válce obyvatelé obce vystavěli nedaleko obcí probíhající silnice a železnice pomník obětem této vojny, který je aktuálně v dobrém a celkem udržovaném stavu na soukromém pozemku hned na dohled od současné autobusové zastávky směrem na Náchod.
Ještě po druhé světové válce se v obci nacházel rybník, po jehož hrázi vedla původní cesta na Náchod, respektive Velké Poříčí. Terénní relikty lze ještě rozeznat v mapách či katastru.
Koncem 20. století byl skrz obec postaven hlavní kanalizační řad Hronov – Náchod a také obec postihlo několik povodní, kdy došlo k rozlití řeky Metuje na široká pole v jejím okolí a voda nenapáchala značné škody.

## Současnost

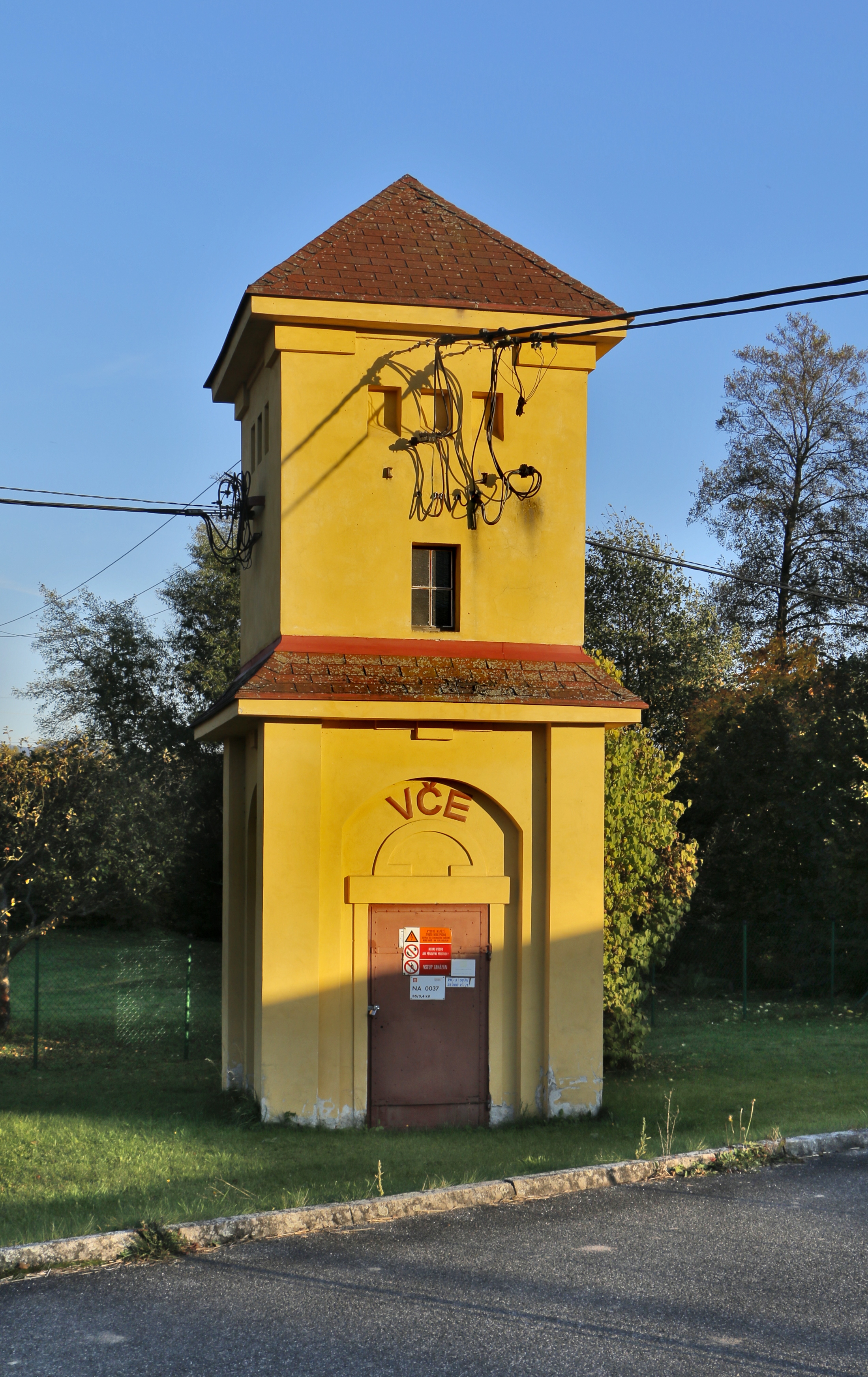
Transformátor Východočeské energetiky

Počátkem 21. století byla v obci v celé své délce kompletně zrekonstruována hlavní silnice II/303 z Náchoda na Hronov a dále na Polici nad Metují a Broumov. Konkrétně šlo o úsek od křižovatky u Itálie v Náchodě, přes Babí po železniční most v Malém Poříčí, jenž ale součástí rekonstrukce nebyl a byl rekonstruován až o několik let později.
Dále byly opraveny zastávky autobusové i železniční dopravy a jejich okolí.
Za řekou Metují byla na přelomu první dekády 21. století vybudována moderní cyklostezka využívající trasu původních polních cest a místních komunikací. Cyklostezka umožňuje snadné propojení Velkého Poříčí s Náchodem (konkrétně místní částí Běloves) a také je k ní u mostu přes potok jménem Střela připojena cyklostezka směr Polsko. U tohoto mostu jsou umístěna odpočinková místa (venkovní posilovna, přístřešek, lavičky a stání pro jízdní kola). Stezka je vhodná i pro inline bruslení případně v kombinaci s dětskými kočárky. Podél rovného úseku stezky mezi koncem Malého Poříčí a Bělovsí stávalo stromořadí topolů, jenž byly pokáceny v posledních letech pro jejich poddimenzovanou údržbu a pokročilý věk.
Po delším období bez výstavby bylo v obci v posledních deseti letech postaveno více než deset nových rodinných domů, především v centrální části obce.
V obci je k dispozici vysokorychlostní bezdrátové připojení k Internetu, obecní vodovod i kanalizace, telefon pevný i signál mobilních operátorů (včetně LTE).

## Autobusová doprava
Autobusová doprava obsluhuje většinu dopravní zátěže, neboť poptávka po osobní železniční dopravě značně poklesla potom co v roce 2005 byla v sousedním Velkém Poříčí zprovozněna železniční zastávka, kde zastavují všechny osobní vlaky jedoucí po trati 026, kdežto v Malém Poříčí jen minimum, vizte níže.
Dopravní spojení autobusy je zajištěno jak směrem Hronov, Police nad Metují, Broumov, tak i druhým směrem do vnitrozemí. K dispozici jsou relace do krajského města Hradce Králové i do Prahy.

## Železniční doprava

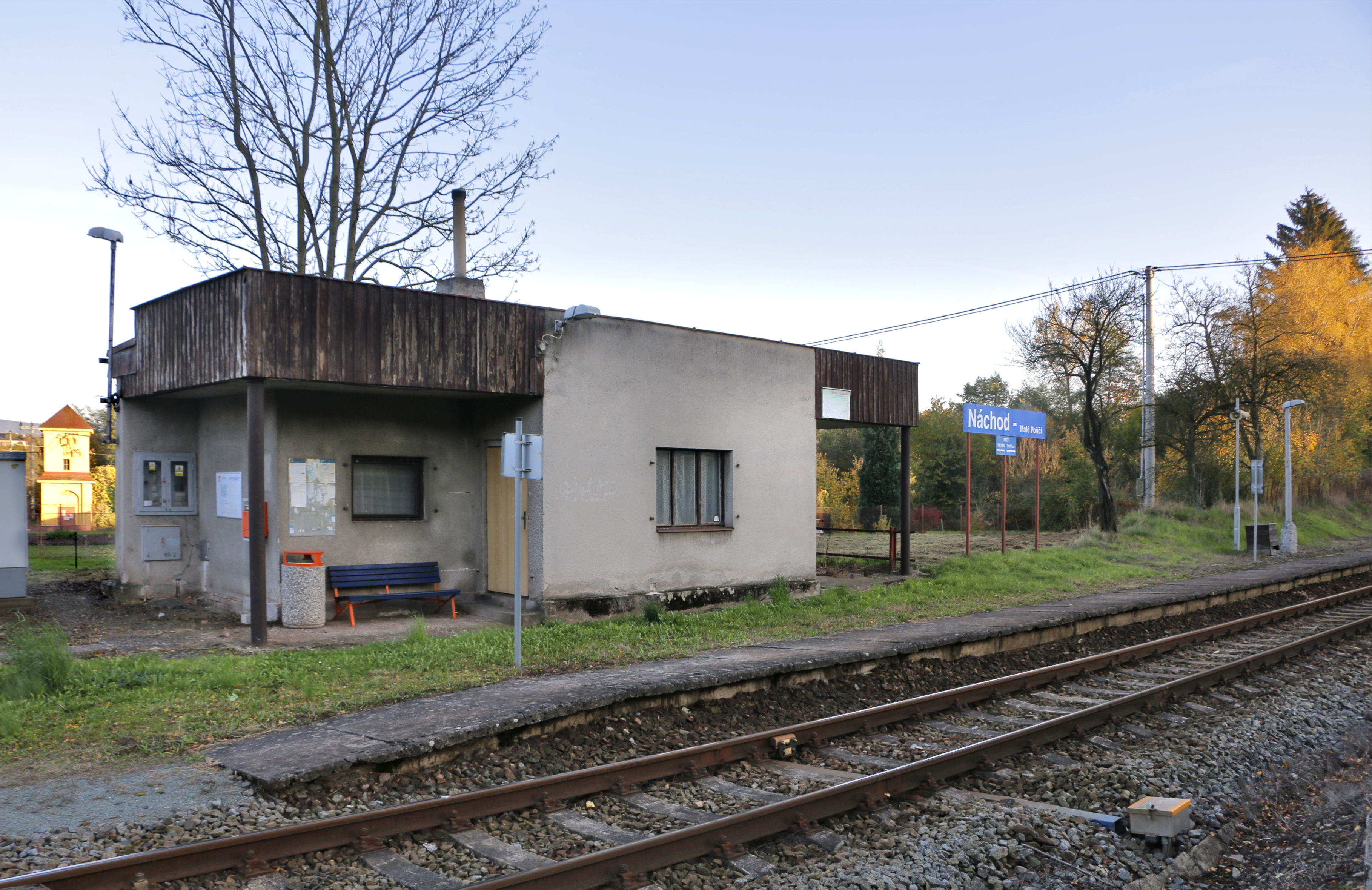
Vlaková zastávka

Železniční zastávka Náchod-Malé Poříčí (355 m n. m.), jenž je aktuálně (2017) neobsazená a je obsluhována výhradně osobními vlaky Českých drah. U této zastávky se nachází železniční přejezd, jenž byl roku 2008 modernizován (zrušeno původní přejezdové zabezpečovací zařízení na bázi elektromechanických relé a instalováno moderní a to včetně nového světelného a zvukového výstražného zařízení).[zdroj?]
Doprava na této trati je zde aktuálně jak osobní, tak nákladní. Osobní doprava zahrnuje celkem 10 vlaků denně a z toho 9× jde o vlak osobní a 1× o vlak spěšný. Rychlíky byly na trati 026 zrušeny s koncem GVD 2005/2006 a to dne 9. 12. 2006, kdy posledním rychlíkem zde byl R748. Od GVD 2016/2017 trať 026 využívá jeden pár rychlíků (R949/950) v relaci Praha – Meziměstí. V současné době (2017) má již několik let železniční doprava upadající tendenci co do hustoty a objemu přepravy, neboť spojení s Hradcem Králové (či obecně s vnitrozemím) je komplikováno dvojí úvratí ve Václavicích a Starkoči. Modernizace a elektrizace trati v rameni Jaroměř – Náchod – Polsko, případně Náchod – Trutnov – Krkonoše není řešena.

## Pamětihodnosti
- Místní sokolovna (ve špatném stavebně-technickém stavu – ohrožuje ji řeka Metuje)
- Obecní škola poblíž železniční zastávky (malotřídka)
- Pomník obětem 1. světové války u autobusové zastávky směr Náchod
- Boží muka u autobusové zastávky směr Velké Poříčí nad Metují

## Další fotografie

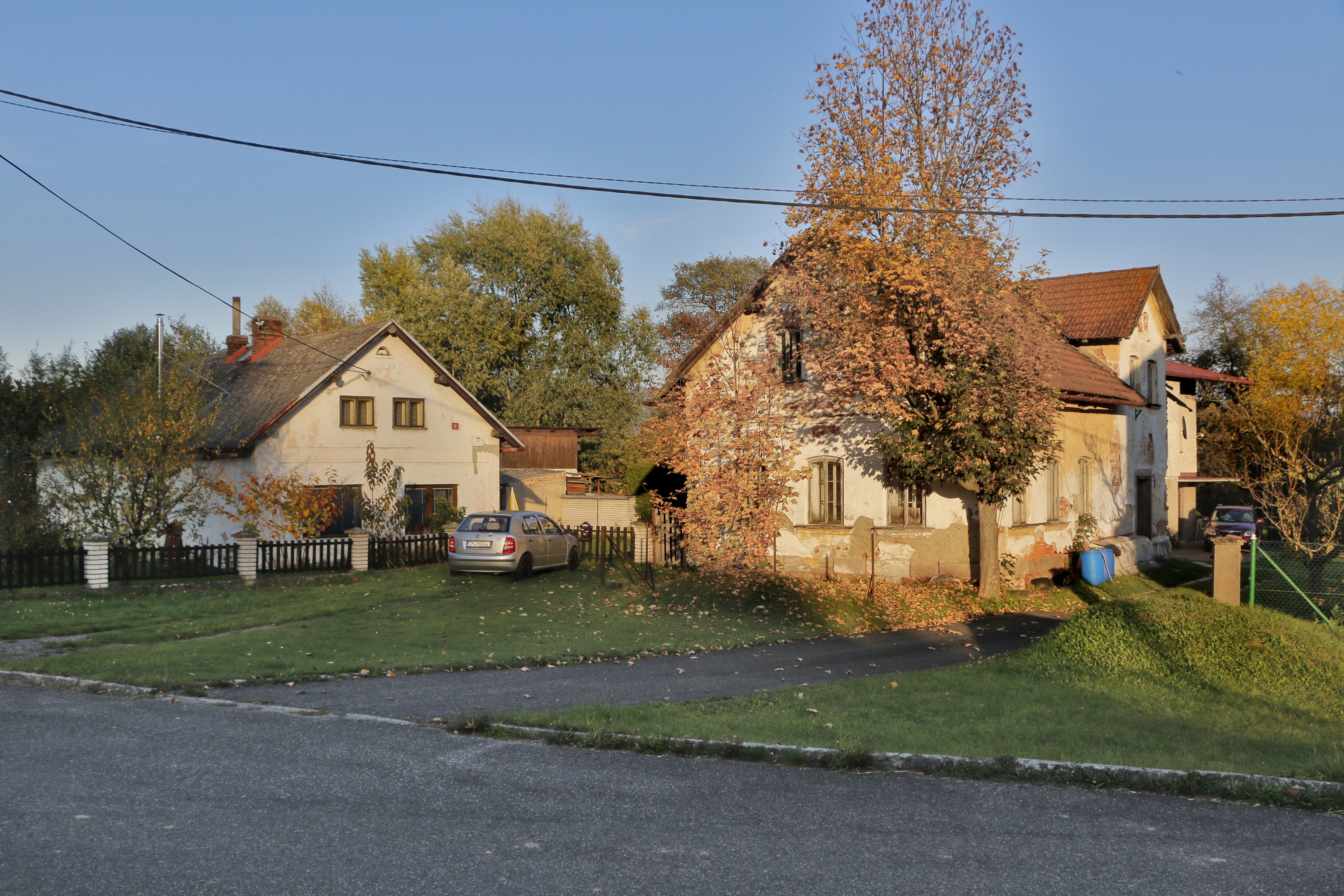
Ulice Za vodou
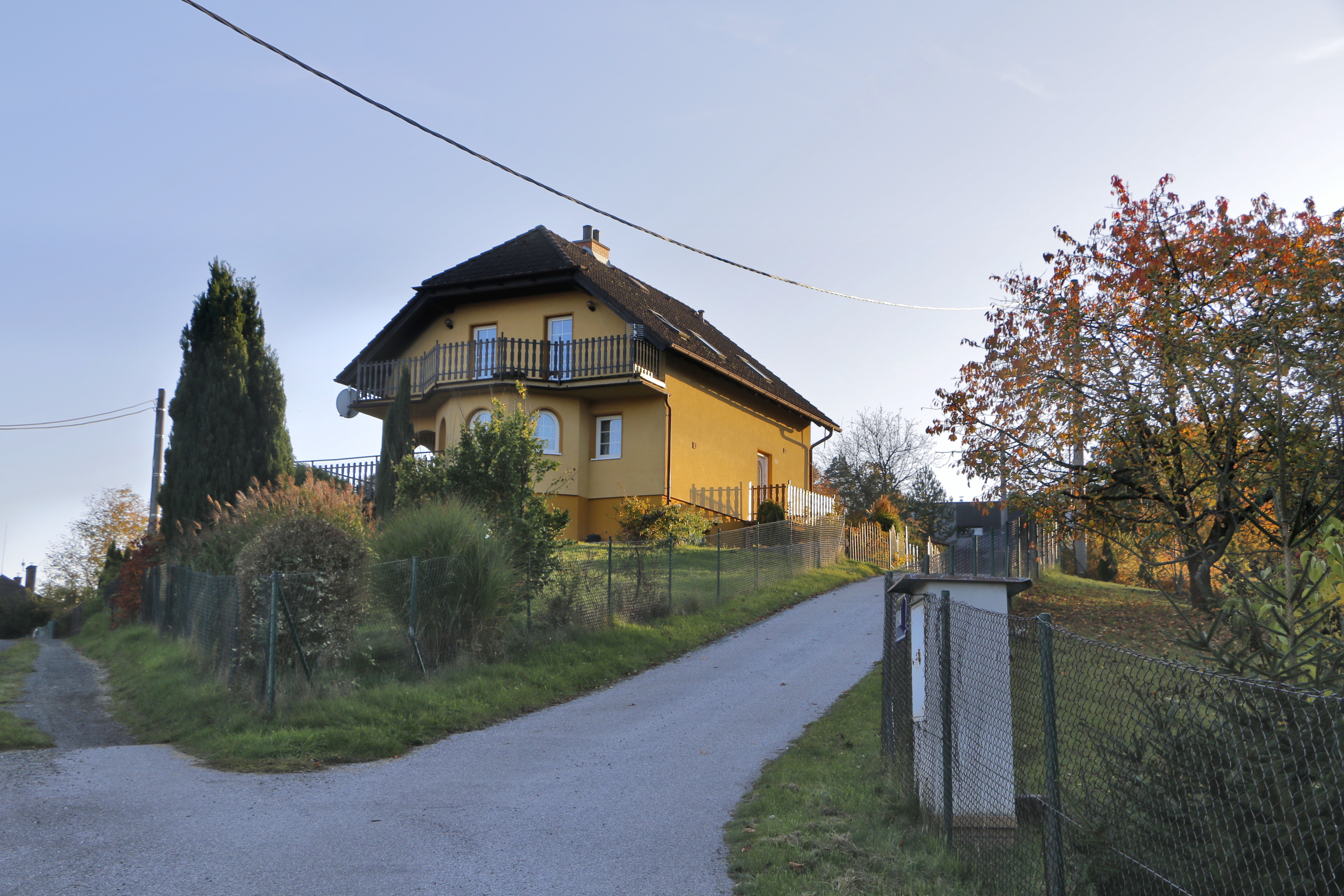
Nová výstavba